# Sycorax satchelli
Sycorax satchelli är en tvåvingeart som beskrevs av Barretto 1956. Sycorax satchelli ingår i släktet Sycorax och familjen fjärilsmyggor. Inga underarter finns listade i Catalogue of Life.